# Paul Ginsparg
Paul Ginsparg (1956) é um físico conhecido pelo desenvolvimento do arquivo de preprints ArXiv.org.

## Carreira na física
Desde 2001, Ginsparg é professor de Física e Computação & Ciência da Informação na Universidade Cornell. O arquivo de preprints foi desenvolvido enquanto ele era membro da equipe do Los Alamos National Laboratory, 1990–2001.
Ele recebeu o Prêmio P.A.M. (física astronomia matemática) da Special Libraries Association, foi nomeado "Tech 20" pela revista Lingua Franca, eleito Membro da American Physical Society, premiado com uma MacArthur Fellowship em 2002, recebeu o Prêmio do Council of Science Editors para Contribuições de Mérito, e recebeu o Prêmio Paul Evans Peters da Educause, ARL, e CNI.
Ele publicou trabalhos em física nas áreas de Teoria quântica de campos, Teoria das cordas, Teoria de campos conforme e gravitação quântica.
Ele frequentemente comenta sobre mudanças no mundo da física na Era da Informação.